# Aloe rosea
Aloe rosea ist eine Pflanzenart der Gattung der Aloen in der Unterfamilie der Affodillgewächse (Asphodeloideae). Das Artepitheton rosea stammt aus dem Lateinischen, bedeutet ‚rosenartig‘ und verweist auf die Farbe der Blüten.

## Beschreibung

### Vegetative Merkmale
Aloe rosea wächst stammlos und sprossend. Die 12 bis 15 lanzettlich verschmälerten Laubblätter bilden eine lockere Rosette. Die trübgrüne Blattspreite ist 30 bis 45 Zentimeter lang und 2,5 bis 4 Zentimeter breit. Die braunen Zähne am Blattrand sind 5 Millimeter lang und stehen 6 bis 18 Millimeter voneinander entfernt.

### Blütenstände und Blüten
Der Blütenstand ist einfach oder weist ein bis drei Zweige auf. Er erreicht eine Länge von 25 bis 30 Zentimeter. Die ziemlich dichten, zylindrischen Trauben sind 6 bis 12 Zentimeter lang. Die spitzen Brakteen weisen eine Länge von bis zu 5 bis 6 Millimeter auf. Die an ihrer Basis weißen Blüten sind darüber rosarötlich und stehen an 5 bis 6 Millimeter langen Blütenstielen. Sie sind 22 bis 25 Millimeter lang und an ihrer Basis gerundet. Oberhalb des Fruchtknotens sind die Blüten verengt und schließlich zur Mündung erweitert. Ihre äußeren Perigonblätter sind auf einer Länge von 4,5 bis 5 Millimetern nicht miteinander verwachsen. Die Staubblätter und der Griffel ragen kaum aus der Blüte heraus.

### Früchte
Die Früchte sind gelbe Beeren.

## Systematik und Verbreitung
Aloe rosea ist auf Madagaskar im tiefen Schatten des laubabwerfenden Waldes auf Kalkstein in Höhen von 400 bis 800 Metern verbreitet.
Die Erstbeschreibung als Lomatophyllum roseum durch Henri Perrier de La Bâthie wurde 1926 veröffentlicht. Leonard Eric Newton und Gordon Douglas Rowley stellten die Art 1996 in die Gattung Aloe.

## Nachweise